# İlkin Qəribli
İlkin Qəribli (englische Transkription Ilkin Garibli; * 1988) ist ein aserbaidschanischer Pokerspieler. Er gewann 2015 das High Roller des PokerStars Caribbean Adventures.

## Persönliches
Qəriblis Vater Eldar Qəribov ist Präsident der aserbaidschanischen Unibank.

## Pokerkarriere
Qəribli spielt vorrangig Cash Games. Im Januar 2015 wurde er während eines Urlaubs mit Freunden auf den Bahamas auf das PokerStars Caribbean Adventure aufmerksam, eine Pokerturnierserie, die zu diesem Zeitpunkt auf Paradise Island ausgetragen wurde. Der Aserbaidschaner spielte das 25.000 US-Dollar teure High Roller und setzte sich dort gegen 268 andere Spieler und damit das bislang größte Teilnehmerfeld bei diesem Event durch. Aufgrund eines Deals mit Joe Kuether lag die Siegprämie bei mehr als 1,1 Millionen US-Dollar. Im Mai 2015 kam Qəribli bei zwei Events der Variante No Limit Hold’em bei der in Monte-Carlo ausgespielten European Poker Tour auf die bezahlten Plätze. Anschließend erzielte er über acht Jahre keine weitere Geldplatzierung bei einem Live-Turnier, ehe der Aserbaidschaner Ende Oktober 2023 beim Special Triton Invitational, einem Einladungsturnier der Triton Poker Series in Monte-Carlo mit einem Buy-in von 210.000 US-Dollar, ins Geld kam. Dort belegte er den mit 540.000 US-Dollar dotierten achten Platz.
Insgesamt hat sich Qəribli mit Poker bei Live-Turnieren mehr als 1,5 Millionen US-Dollar erspielt und ist damit nach Ramin Hacıyev und İlkin Əmirov der dritterfolgreichste aserbaidschanische Pokerspieler.